# Boana platanera
 (novembre 2024).
Espèce
Statut de conservation UICN

 LC  : Préoccupation mineure
Boana platanera est une espèce de grenouilles arboricoles de la famille des Hylidae. Elle se rencontre au Venezuela, en Colombie, au Panama et à Trinité-et-Tobago.

## Répartition
Boana platanera se rencontre en Colombie, au Panama, à Trinité-et-Tobago et au Venezuela. Au Venezuela, cette grenouille se rencontre uniquement au nord du fleuve Orénoque ce qui la sépare géographiquement de Boana xerophylla. Une espèce sympatrique parfois confondue avec Boana platanera est Boana pugnax. 
En plus de sa large répartition géographique, Boana platanera se rencontre également dans une large gamme d'altitudes,. Elle a été observée du niveau de la mer jusqu'à des altitudes de 2 450 m. Boana platanera peut également vivre dans de nombreux habitats différents, y compris des environnements anthropiques.

## Description
Durant la journée, lorsque Boana platanera est généralement inactive, sa coloration générale est crème pâle alors que la nuit sa teinte est plus variable, allant du jaune au beige et au brun clair. Par ailleurs elle présente alors des marques brunes plus ou moins bien définies, qui peuvent être irrégulières ou en forme de « X ». Boana platanera est sexuellement dimorphique, les femelles étant plus grandes que les mâles. La longueur moyenne du museau au cloaque est de 63,1 mm pour les femelles et de 54,3 mm pour les mâles. Son cri d'avertissement est complexe, composé d'environ cinq notes et d'une durée variant de 200 à 451 ms.

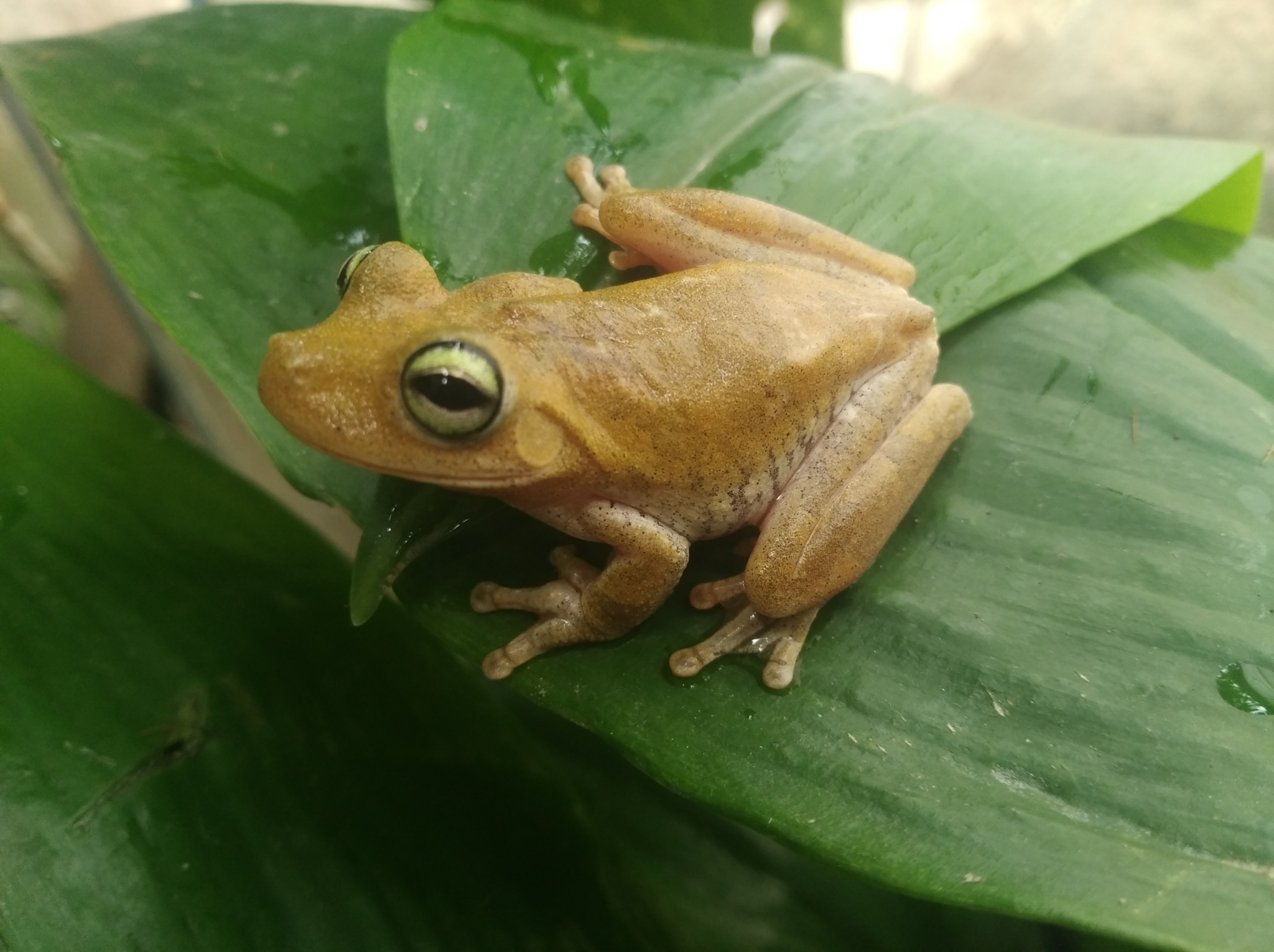
Coloration diurne.
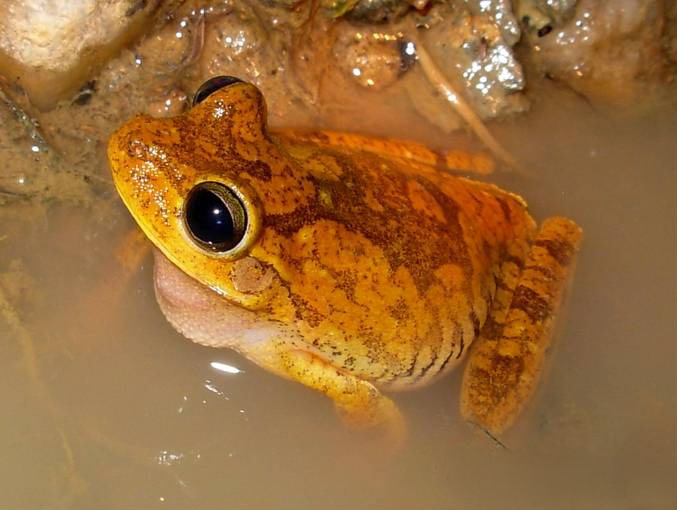
Coloration nocturne.

## Systématique
Le nom valide complet (avec auteur) de ce taxon est Boana platanera La Marca, Escalona (d), Castellanos (d), Rojas-Runjaic (d), Crawford (d), Señaris, Fouquet (d), 
Giaretta & Castroviejo-Fisher (d), 2021. 
Boana platanera a été décrite en 2021, et les individus de l'espèce étaient auparavant classés comme Boana crepitans ou Boana xerophylla.
Boana platanera est l'espèce sœur de Boana xerophylla, dont elle a été séparée en 2021. Les deux espèces sont présentes au Venezuela, mais Boana platanera vit au nord du fleuve Orénoque et Boana xerophylla au sud du fleuve. Cette classification est assez récente, puisque Boana xerophylla a été ressuscitée en 2017 et Boana platanera a été décrite en 2021. Pendant des décennies avant la résurrection, les deux espèces étaient largement classées comme Boana crepitans, une espèce désormais reconnue comme endémique au Brésil,.

### Étymologie
Son épithète spécifique, platanera, fait d'une part référence au nom commun donné aux grenouilles arboricoles assez grandes en Colombie et au Venezuela mais aussi aux plantations de bananes plantains où ces grenouilles se trouvent généralement en milieu de journée.

### Publication originale
- (en) Moisés Escalona, Enrique La Marca, Michelle Castellanos, Antoine Fouquet, Andrew J. Crawford, Fernando J. M. Rojas-Runjaic, Ariovaldo A. Giaretta, J. Celsa Señaris et Santiago Castroviejo-Fisher, « Integrative taxonomy reveals a new but common Neotropical treefrog, hidden under the name Boana xerophylla », Zootaxa, Magnolia Press (d), vol. 4981, no 3,‎ 8 juin 2021, p. 401-448 (ISSN 1175-5334 et 1175-5326, OCLC 49030618, DOI 10.11646/ZOOTAXA.4981.3.1, lire en ligne).